# Pembroke (Pembrokeshire)
Pembroke (walisisk: Penfro) er en by og community i Pembrokeshire, Wales. I 2011 havde den et indbyggertal på 7.552. Navnet på byen og countiet (hvis county town er Haverfordwest) har samme oprindelse; de er begge afledt af Cantref of Penfro: Pen, "hoved" eller "ende", og bro, "region", "land", der er blevet fortolket som enten "Landets End" eller "hovedland".
Byen ligger ned til floden pembroke.
Pembroke rummer en række historiske bygninger inklusive bymur og Pembroke Castle, hvor Henrik Tudor blev født - den senere Henrik 7. af England.